# Richard Robert
Richard Robert (eigentlich Robert Spitzer, * 25. März 1861 in Wien; † 3. Februar 1924 in Kaltenleutgeben) war ein österreichischer Pianist, Komponist, Musikkritiker und Musikpädagoge. Er galt als einer der führenden Wiener Klavierpädagogen um die Wende vom 19. auf das 20. Jahrhundert.

## Leben und Werk
Richard Robert studierte von 1877 bis 1879 an der Akademie für Musik und Darstellende Kunst in Wien.
Richard Robert war zunächst als Theaterkapellmeister und Pianist tätig. Er arbeitete bald auch als Musikkritiker für verschiedene Zeitungen (Wiener Sonn- und Montags-Zeitung, Illustriertes Wiener Extrablatt). Von 1885 bis 1891 war er Herausgeber der Zeitschrift Musikalische Rundschau.
Richard Robert unterrichtete am 1909 gegründeten Neuen Konservatorium der Stadt Wien. Er war 1909 kurzzeitig Direktor dieses Konservatoriums. Schüler von Richard Robert waren unter anderem Clara Haskil, Rudolf Serkin, George Szell, Theo Buchwald, Vally Weigl, Hans Gál, Alfred Rosé, Wilhelm Grosz, Rudolf Schwarz und Victor Zuckerkandl. Er war auch Präsident des Wiener Tonkünstlervereins.
Richard Robert schrieb eine Oper, Kammermusik, Klavierstücke und Lieder.
Seine Namensumbenennung erfolgte erst 1920.